# Welling (Londres)
Pour les articles homonymes, voir Welling.
Welling est un district du Borough londonien de Bexley dans l’est de Londres.
Le Welling United Football Club, un club de football, y est situé.